# Miasta w Brazylii

Największe miasta w Brazylii

Według danych oficjalnych pochodzących z 2010 roku Brazylia posiadała ponad 250 miast o ludności przekraczającej 100 tys. mieszkańców. Stolica kraju Brasília znajduje się na czwartym miejscu w kwalifikacji największych miast, São Paulo i Rio de Janeiro jako jedyne miasta liczyły ponad 5 milionów mieszkańców; 12 miast z ludnością 1÷5 mln.; 22 miasta z ludnością 500÷1000 tys.; 214 miast z ludnością 100÷500 tys. oraz reszta miast poniżej 100 tys. mieszkańców.

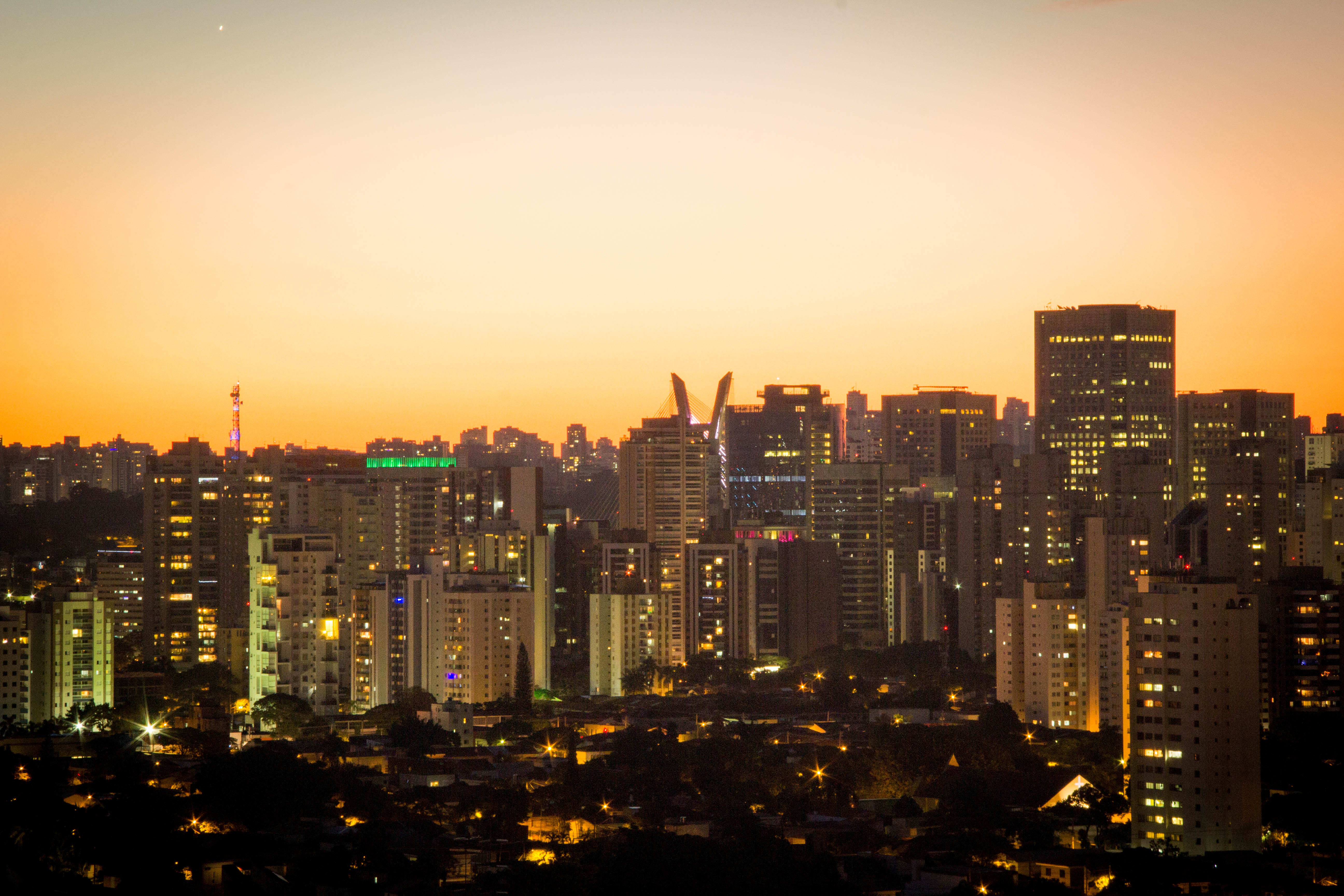
São Paulo

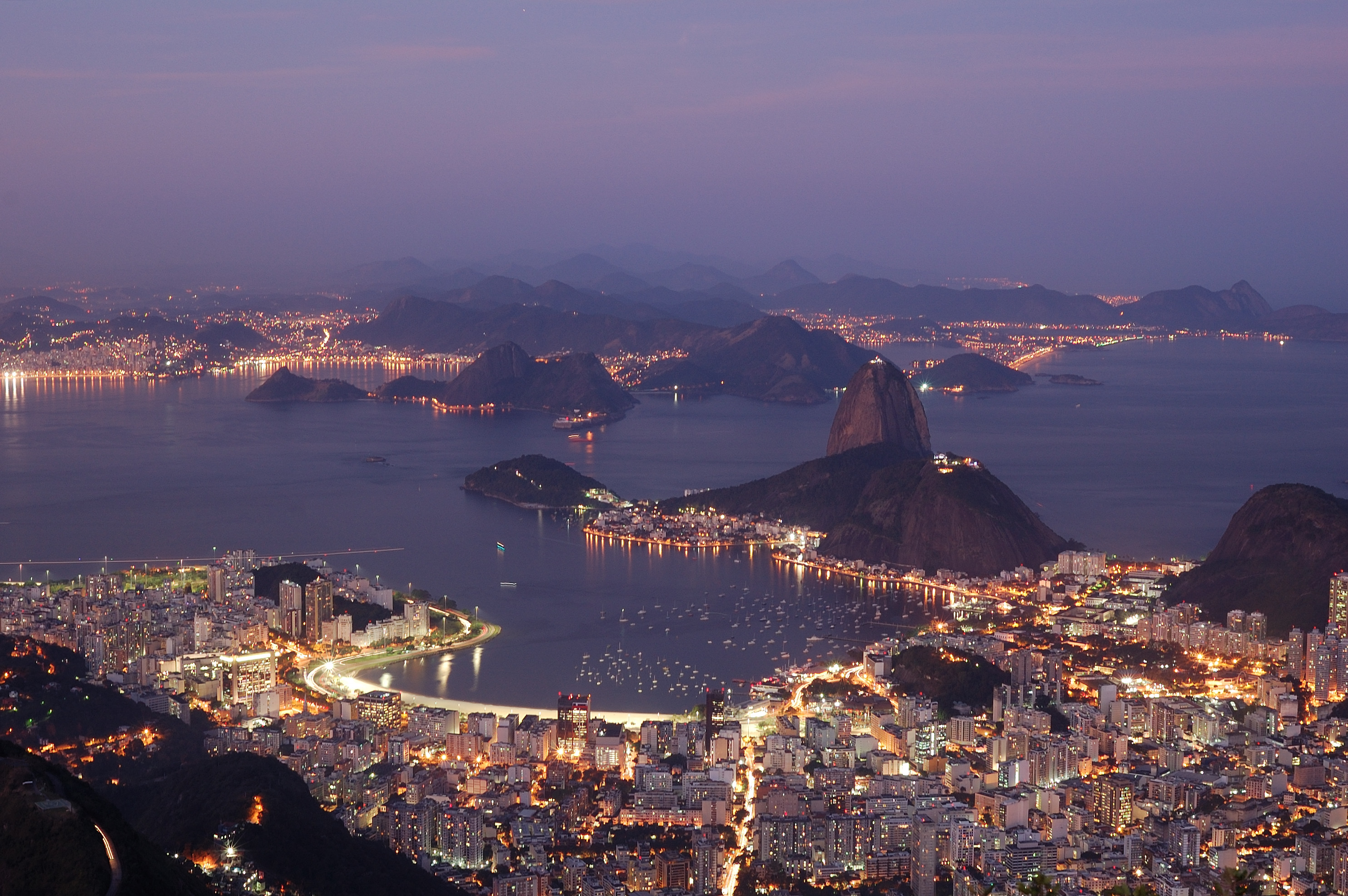
Rio de Janeiro

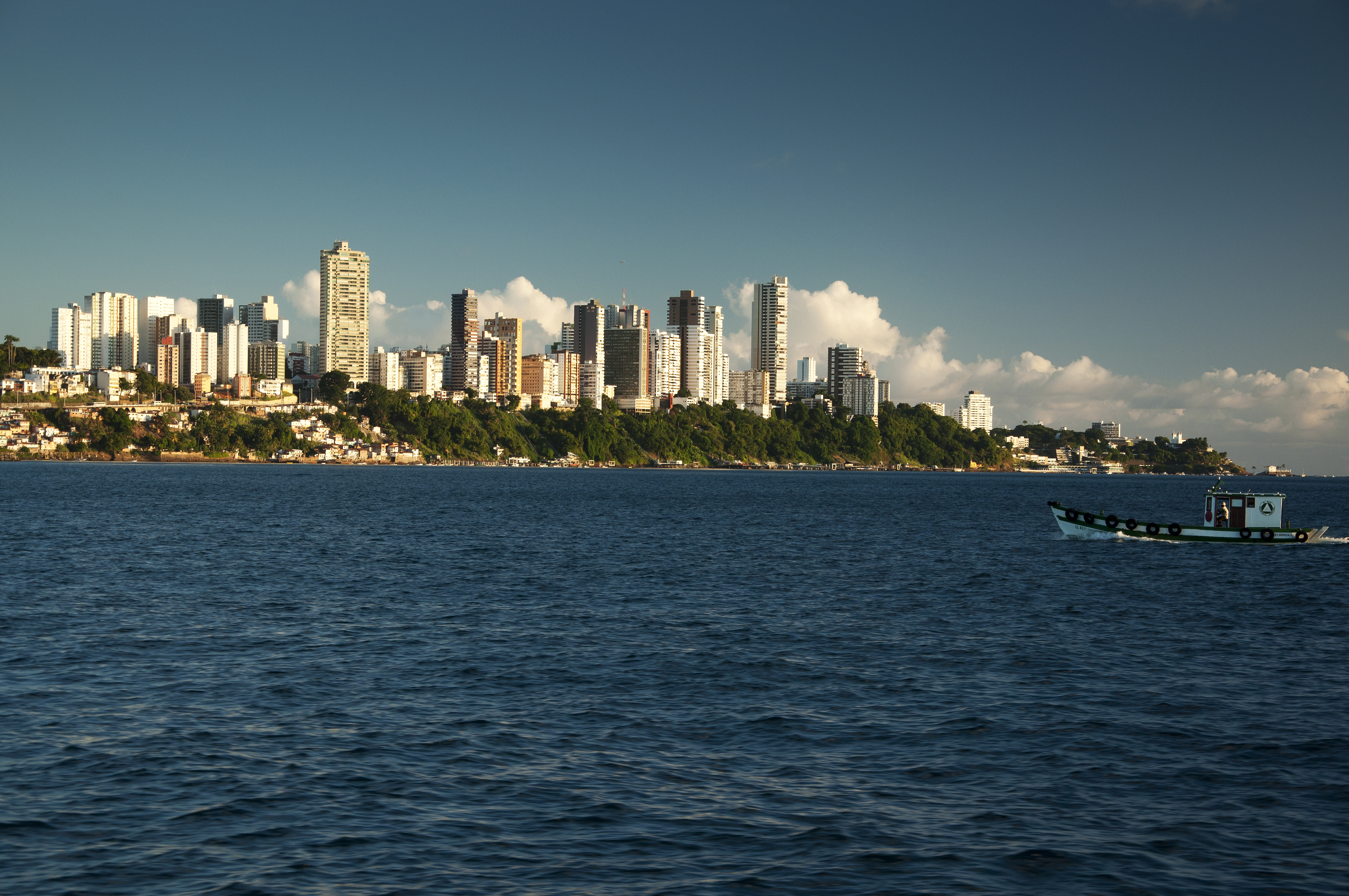
Salvador

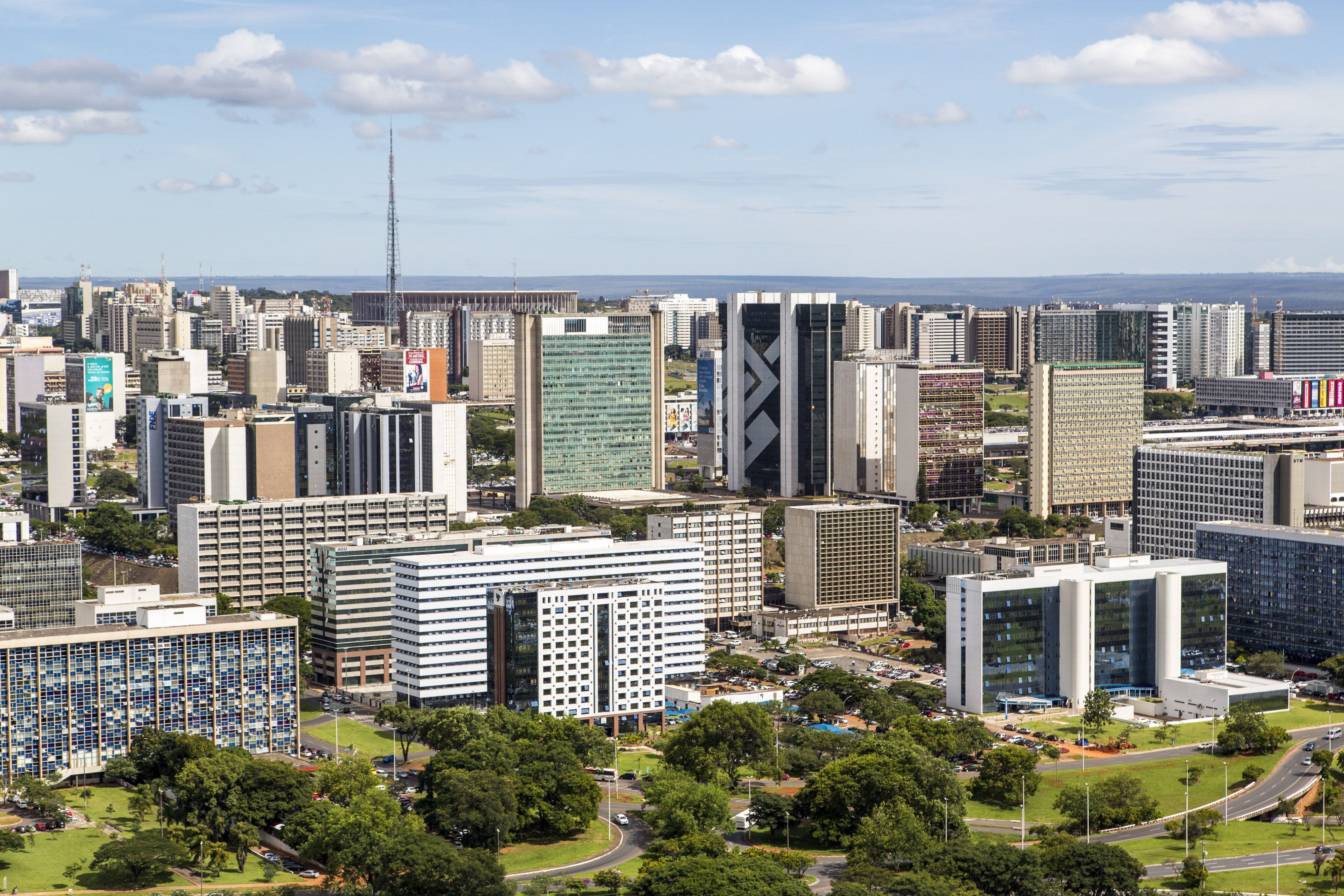
Brasília

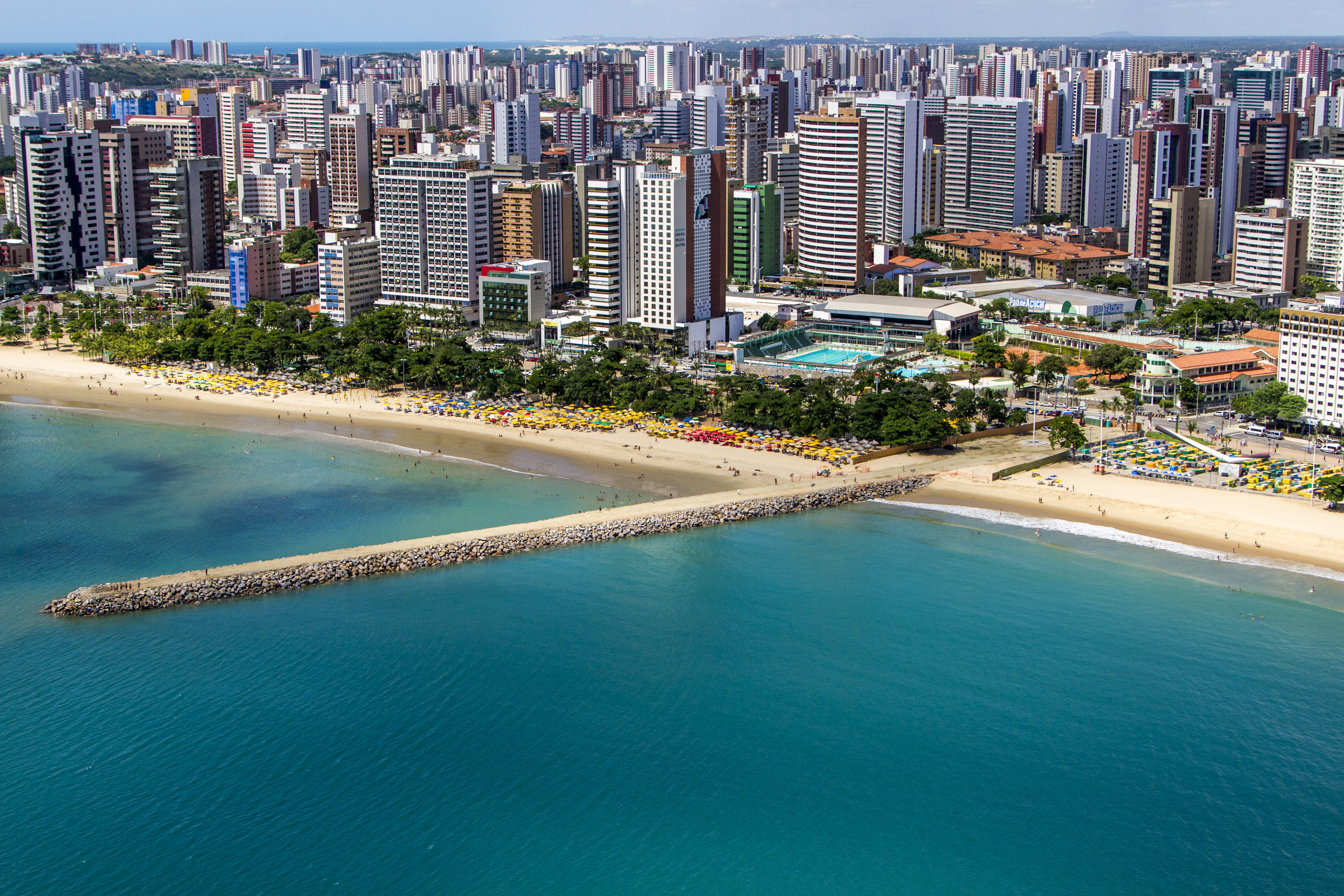
Fortaleza

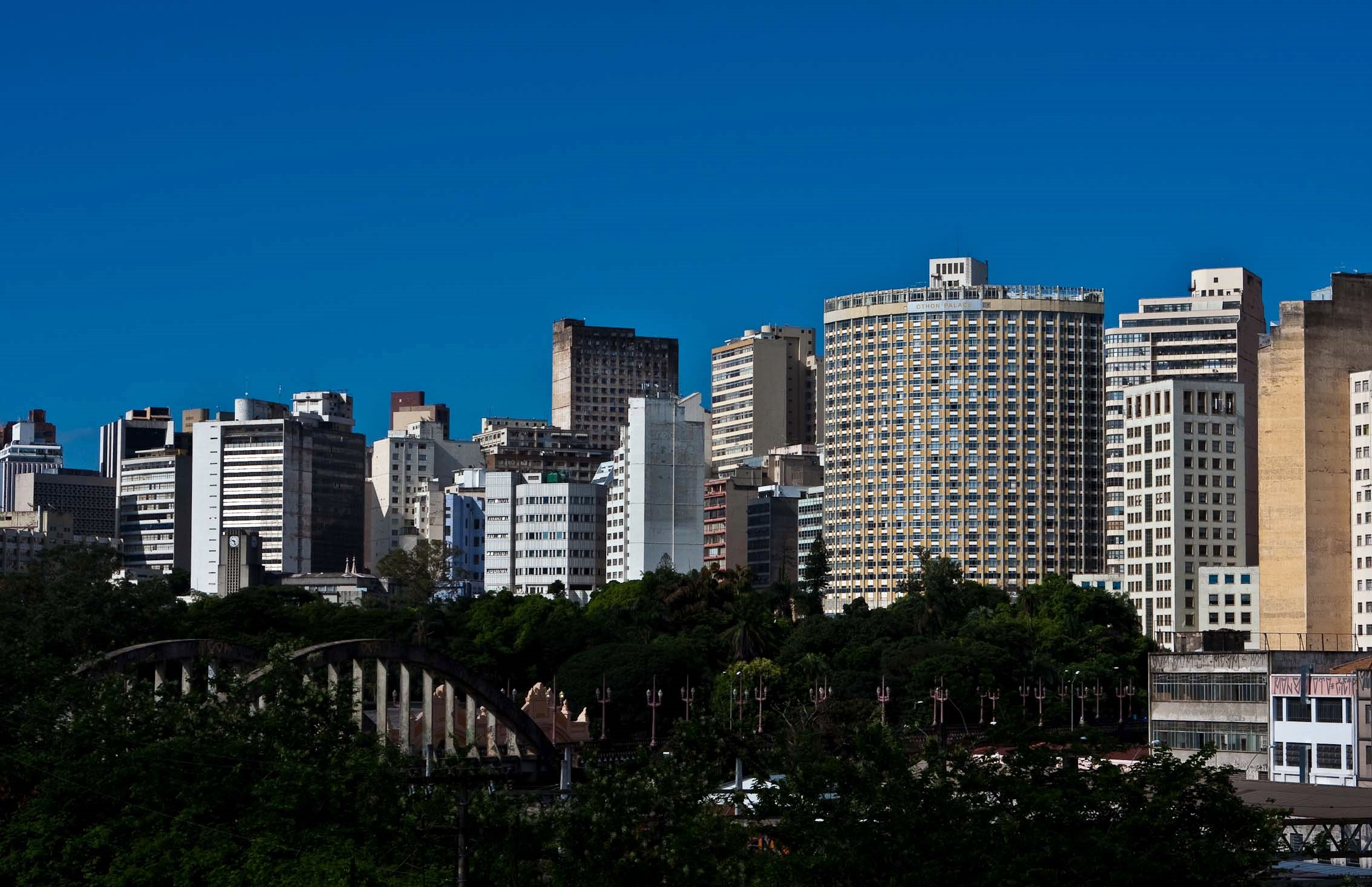
Belo Horizonte

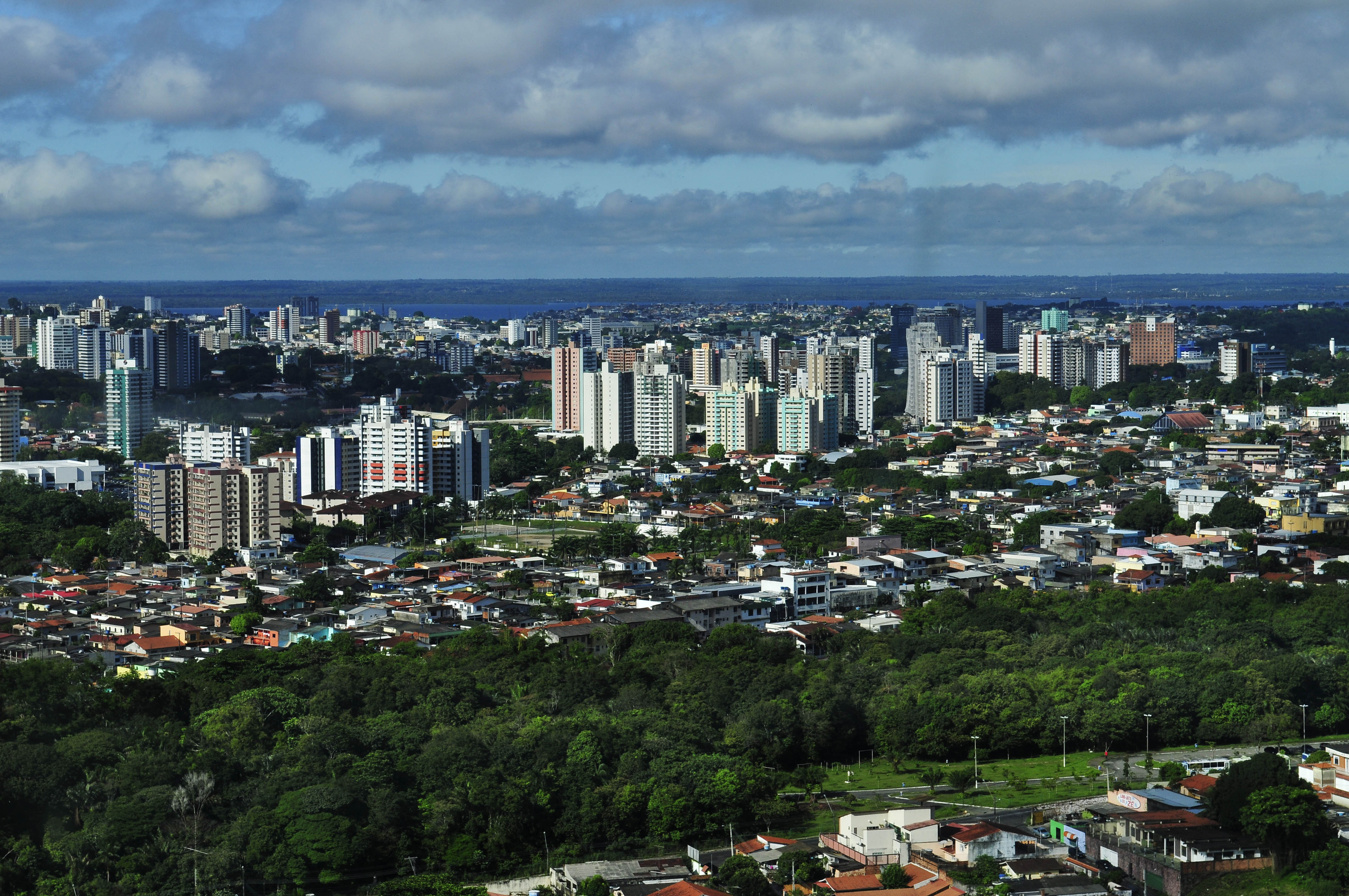
Manaus

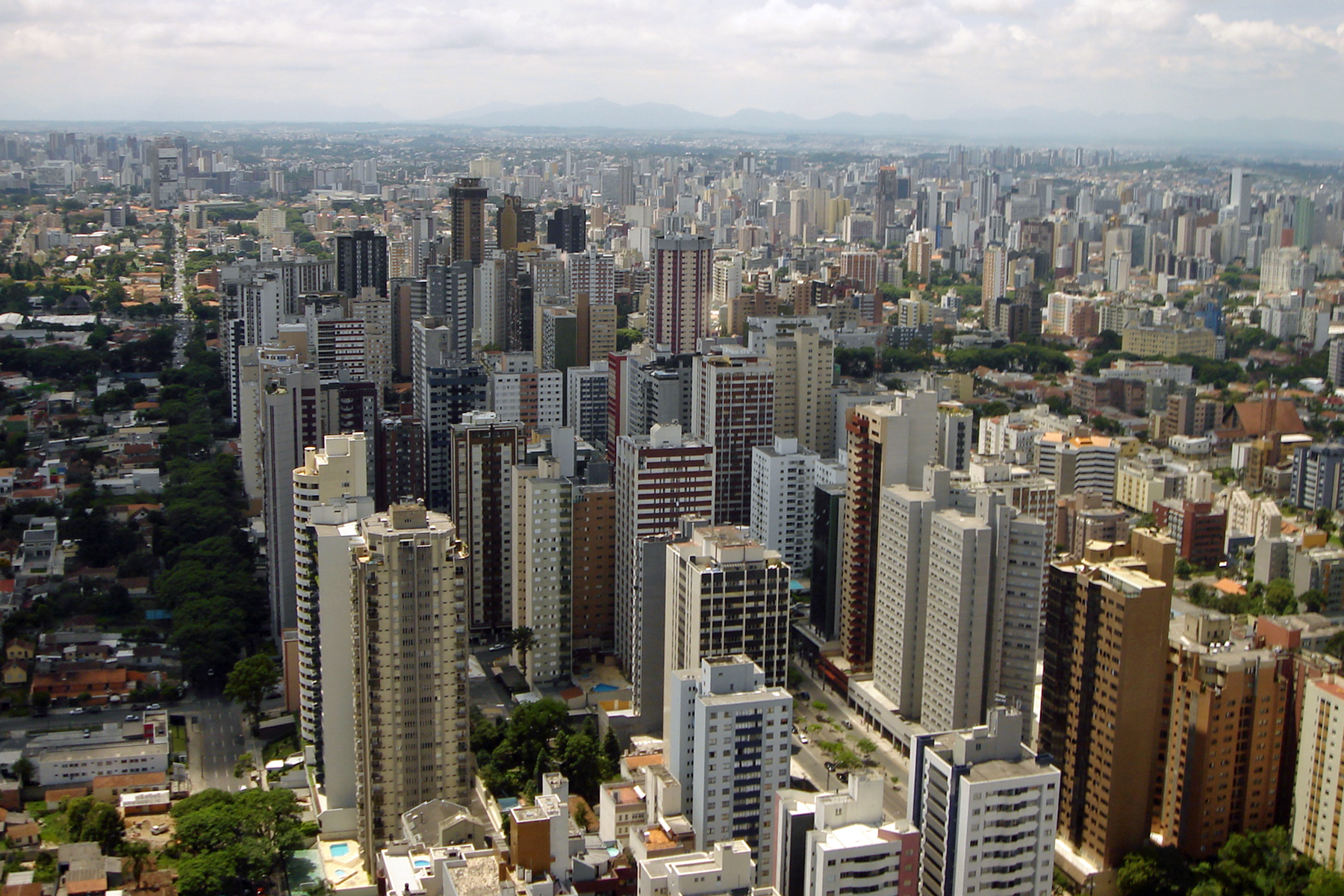
Curitiba

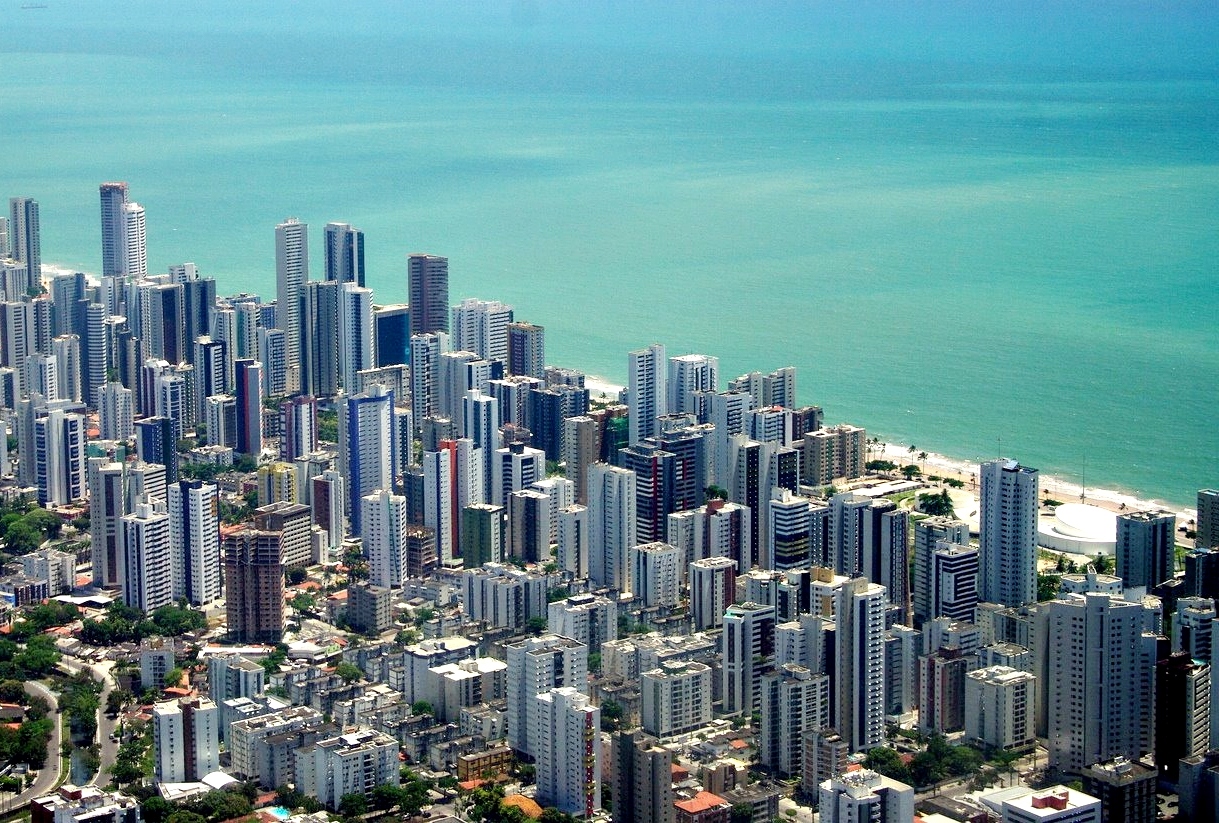
Recife

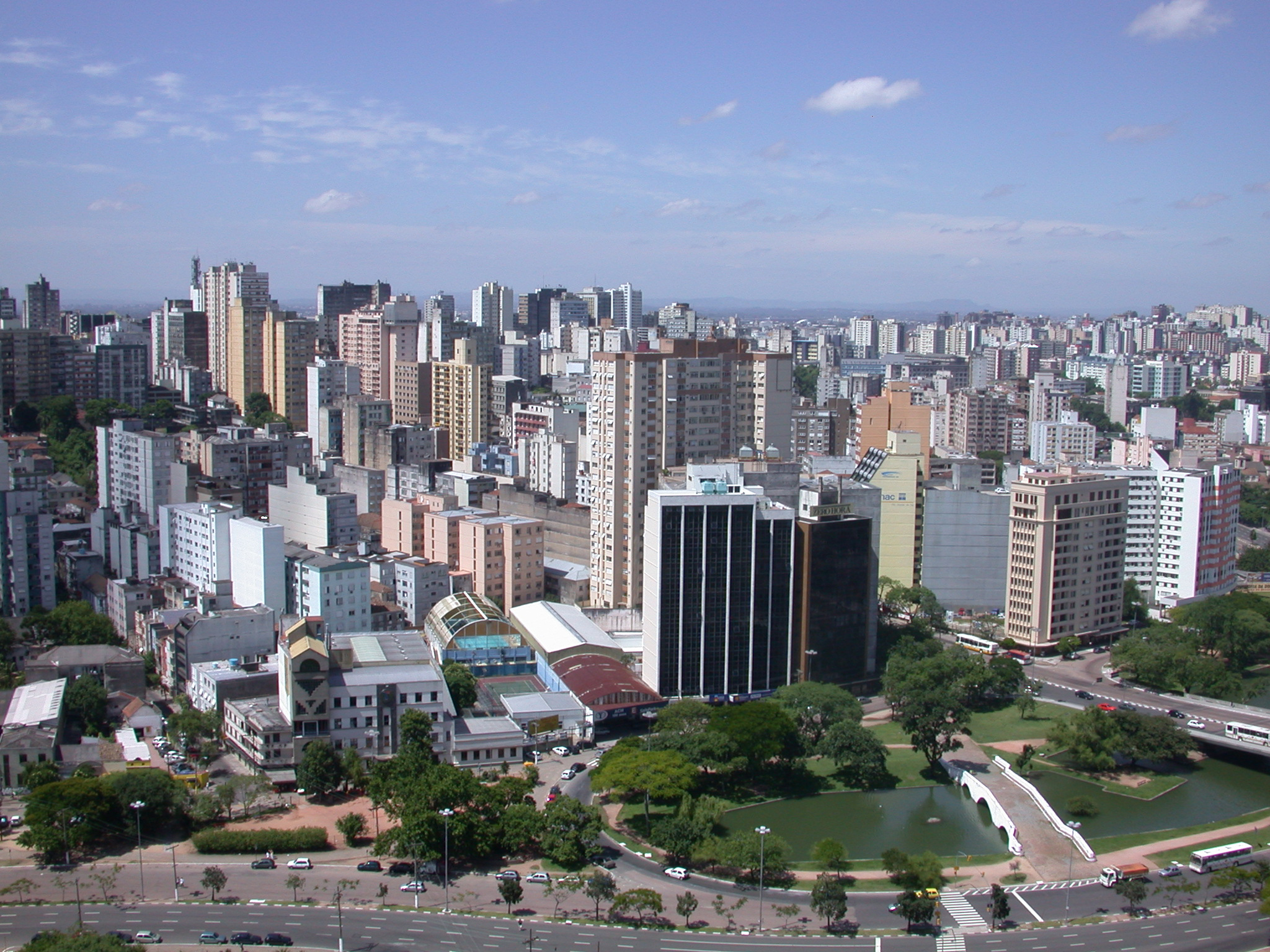
Porto Alegre

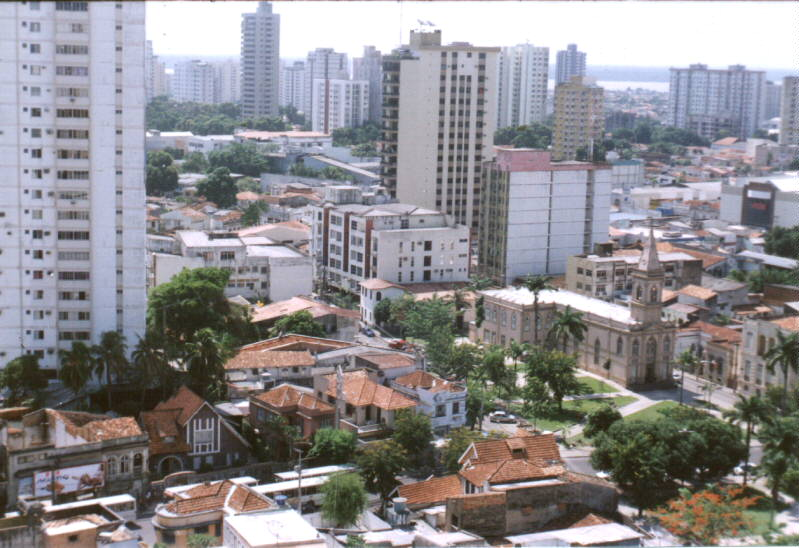
Belém

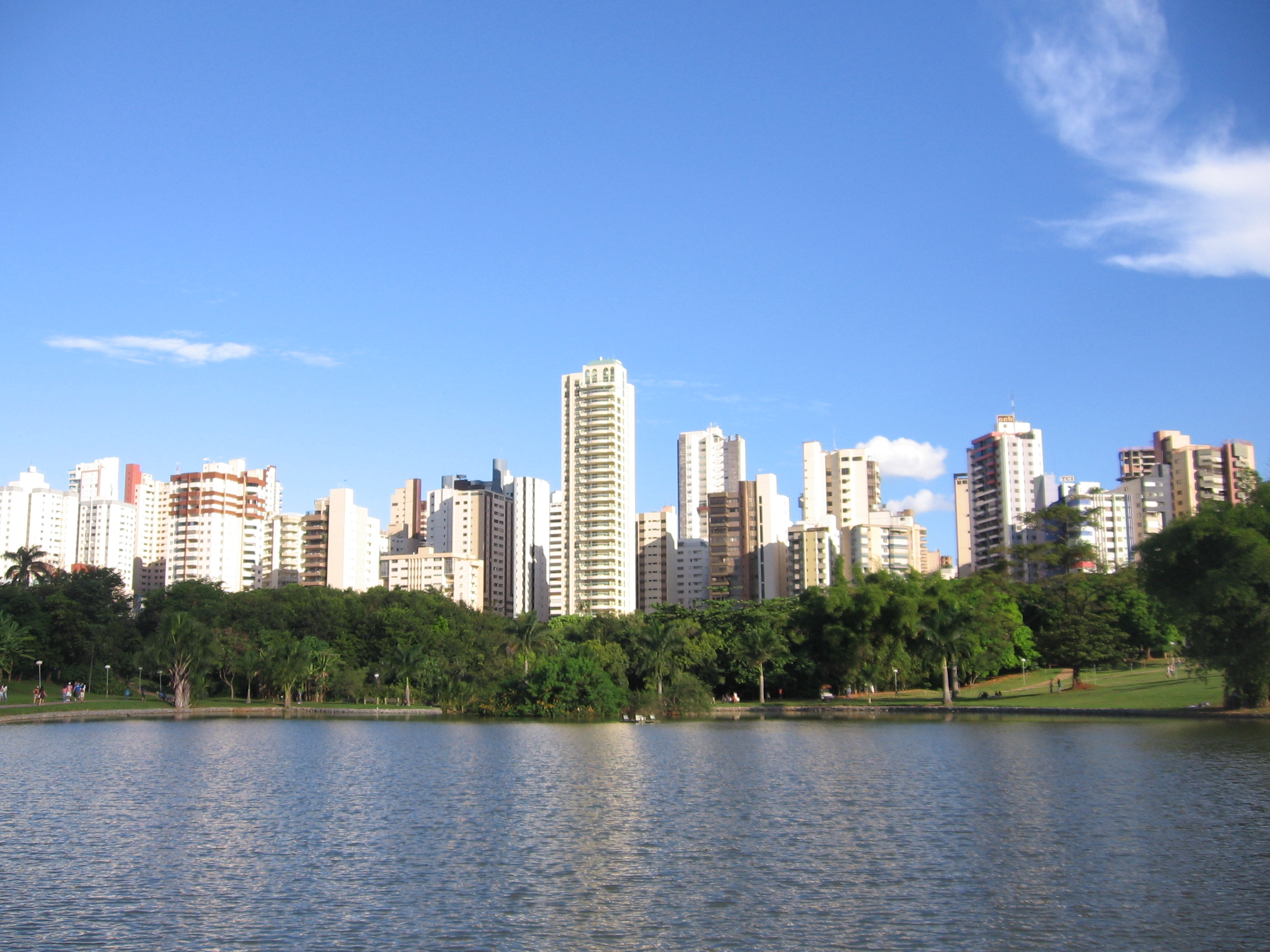
Goiânia

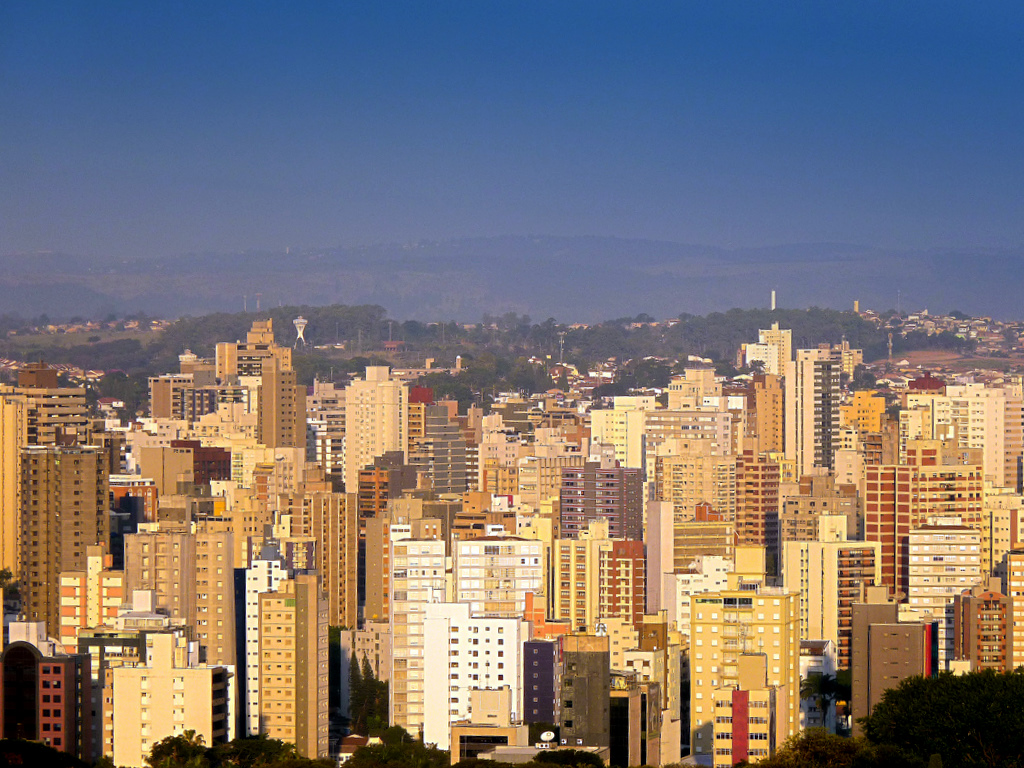
Campinas

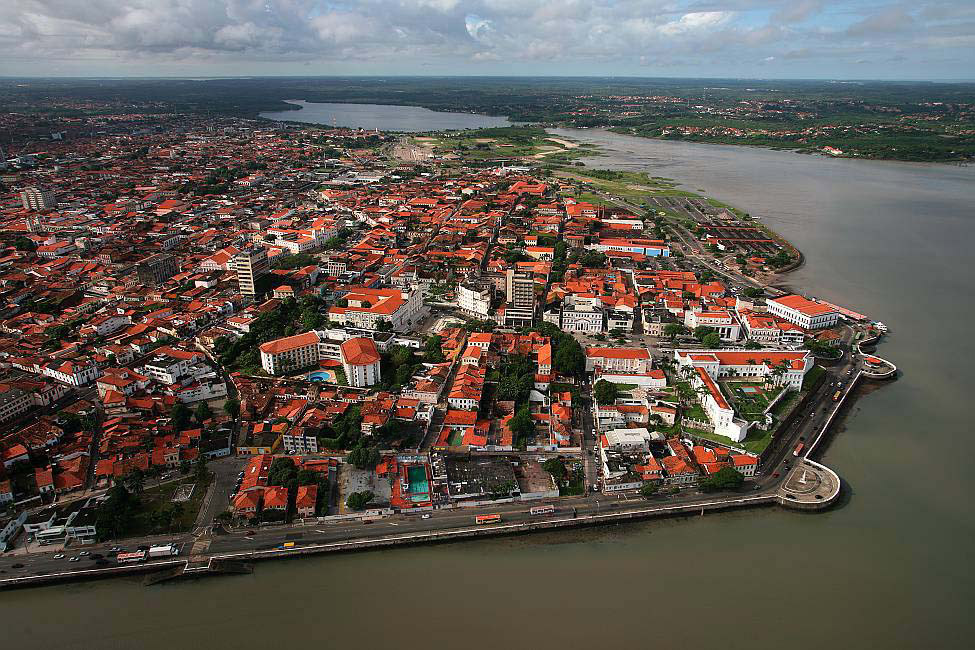
São Luís

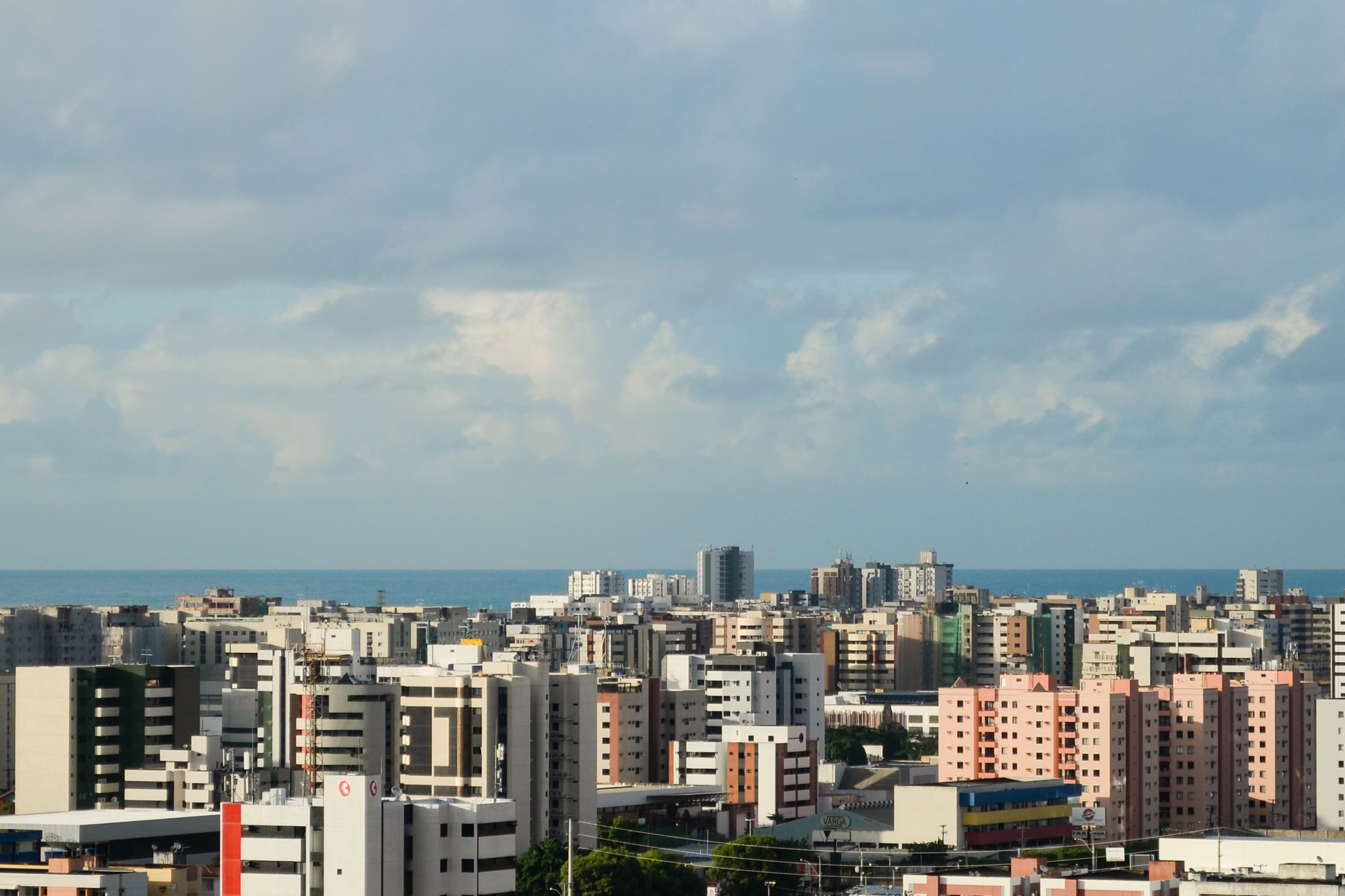
Maceió

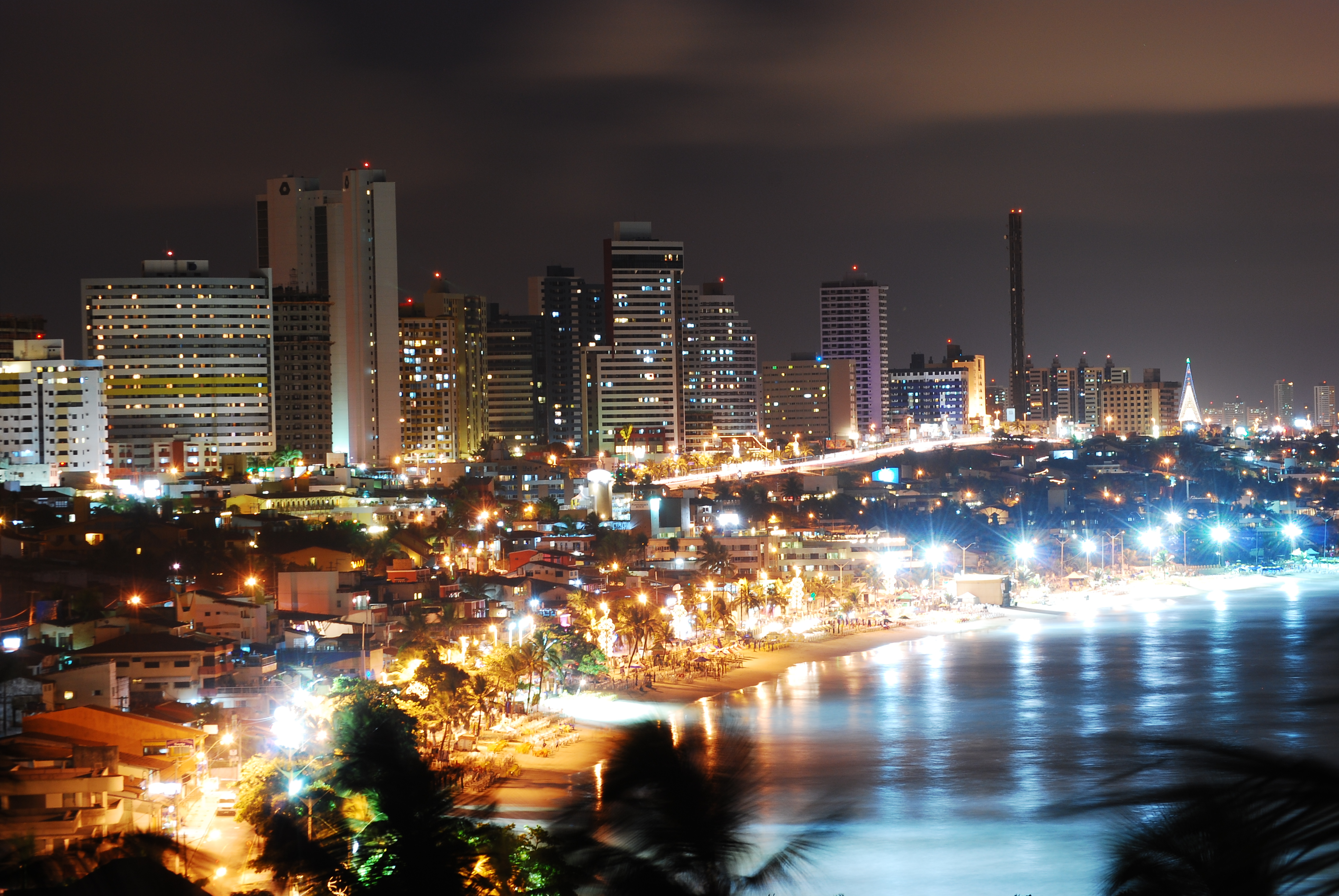
Natal

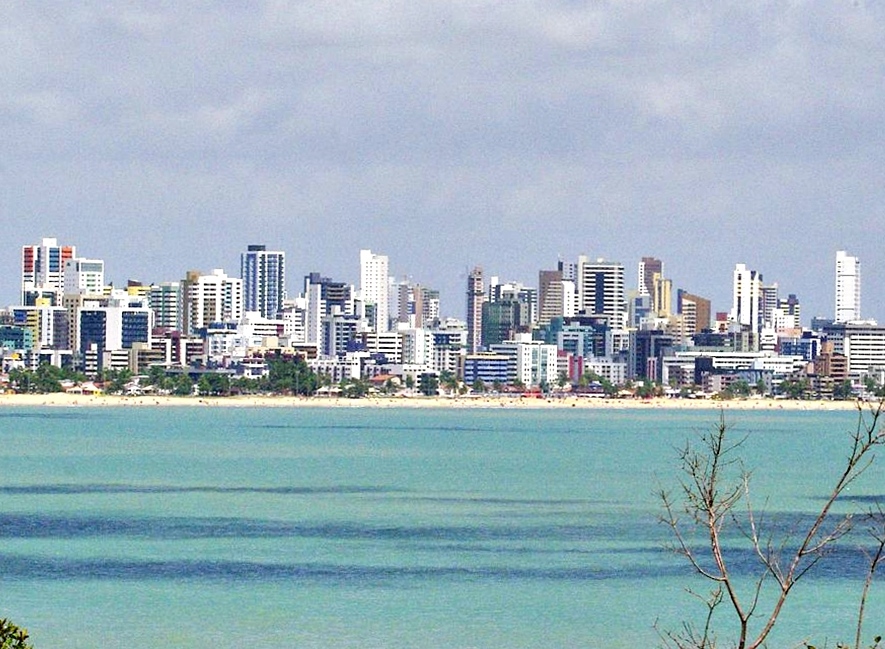
João Pessoa

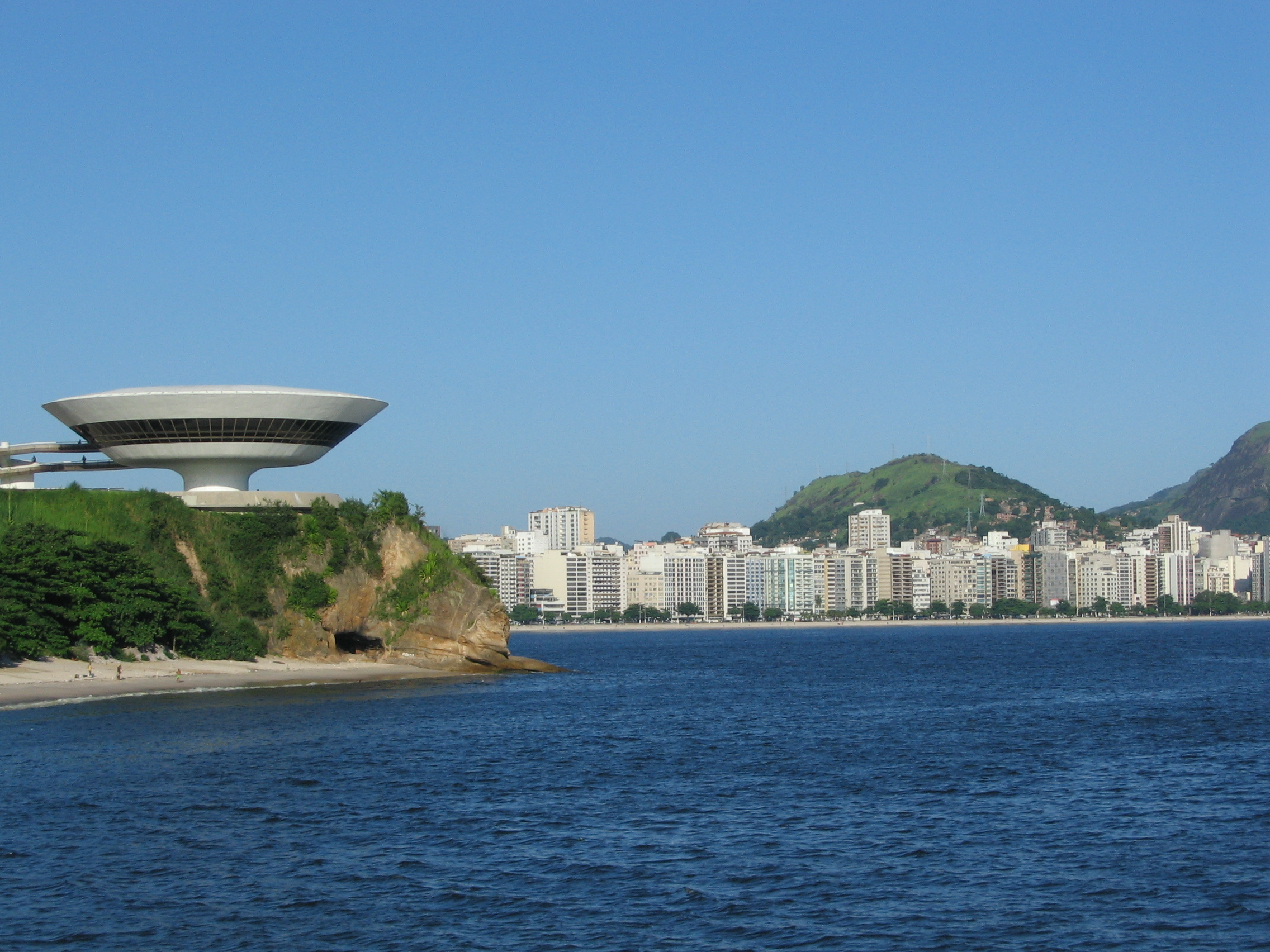
Niterói

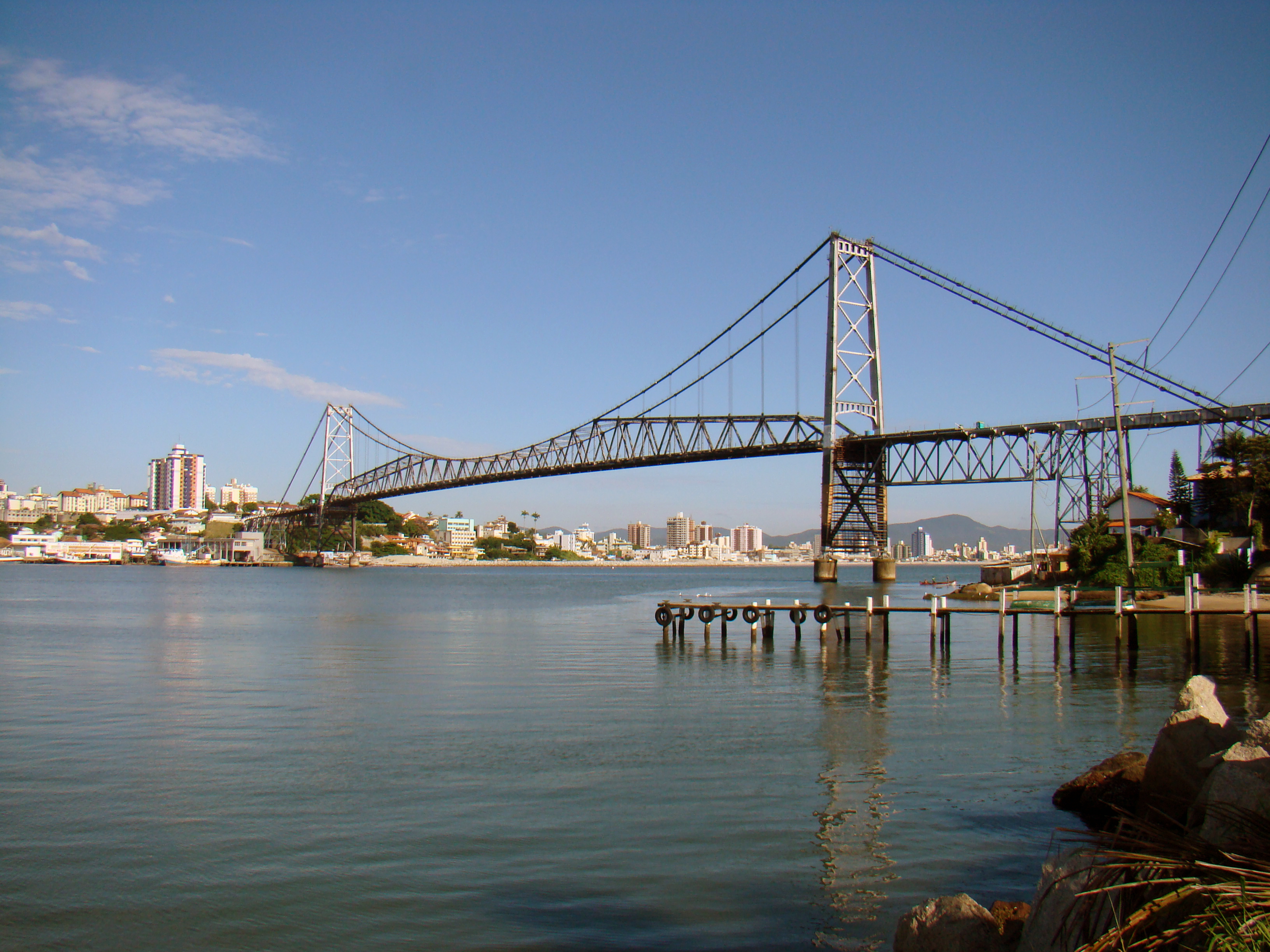
Florianópolis

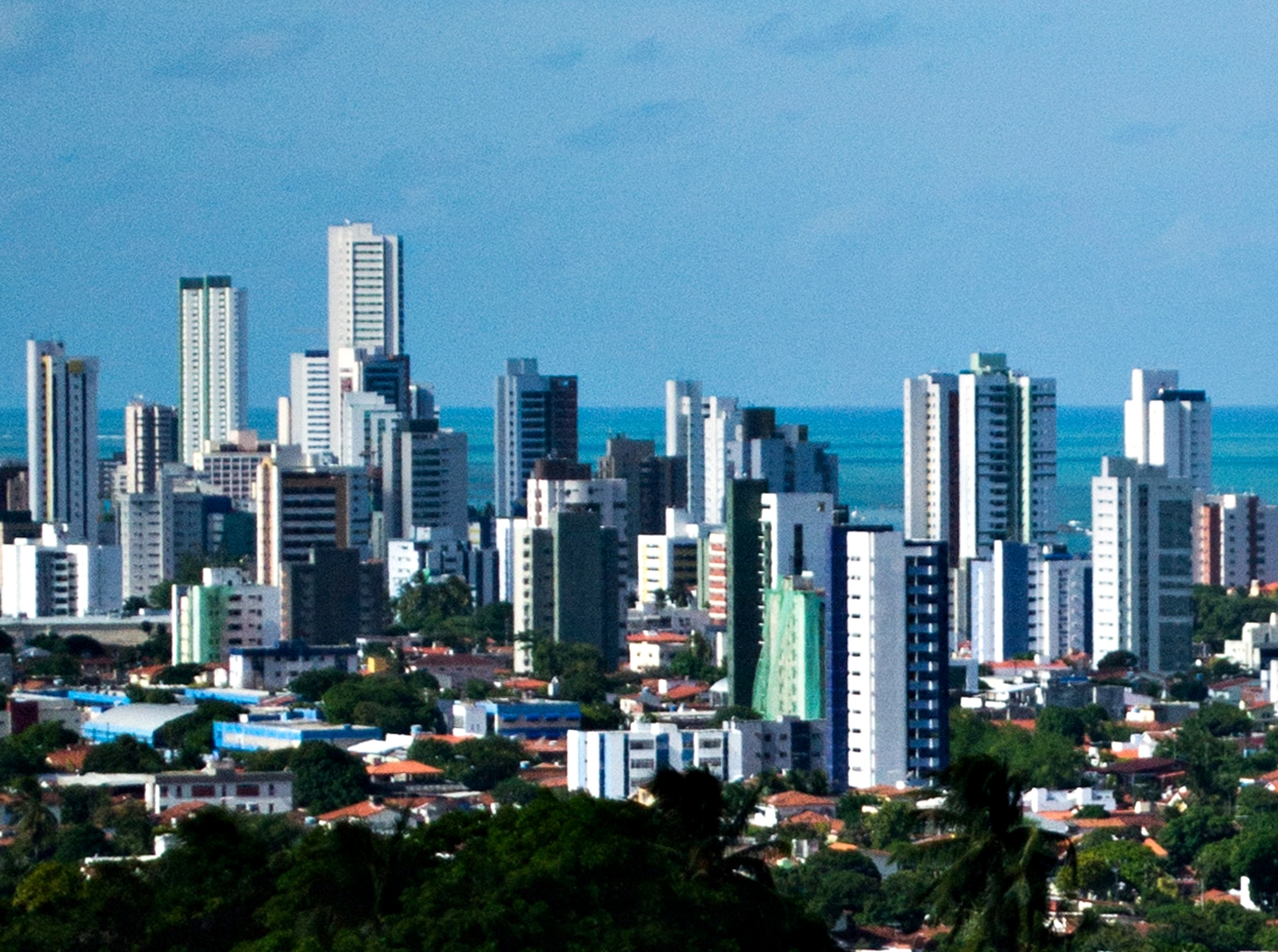
Olinda

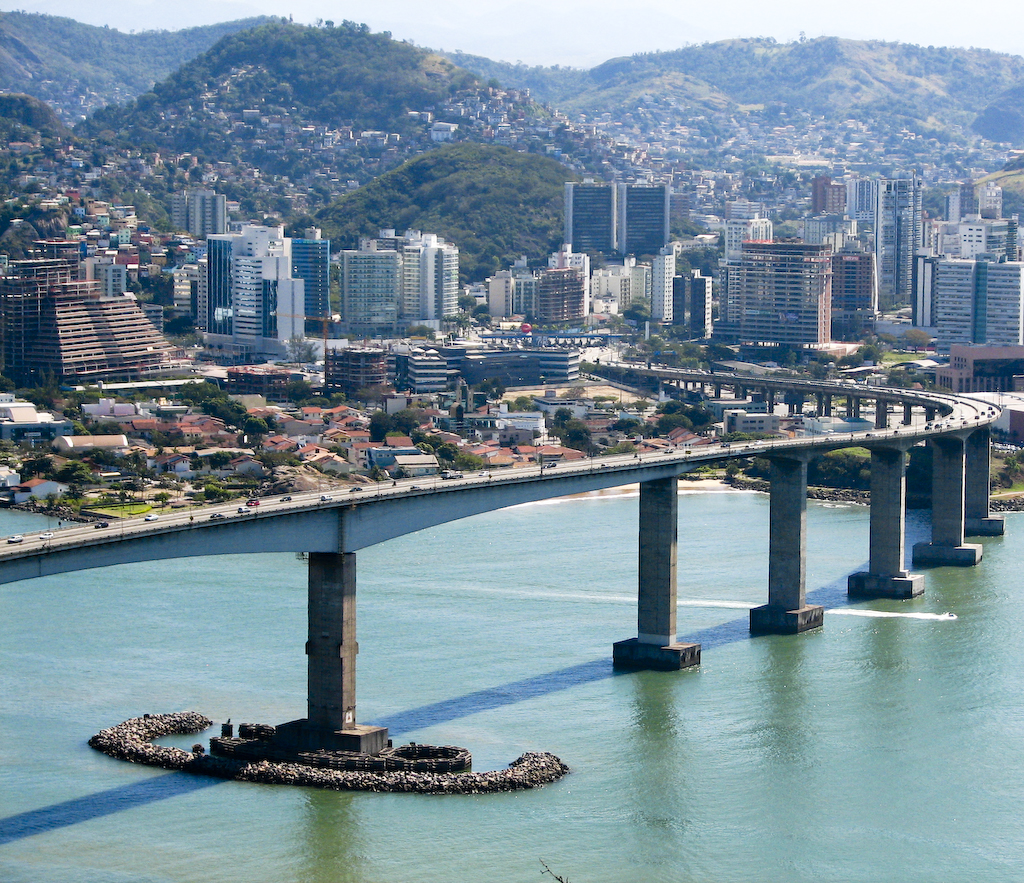
Vitória

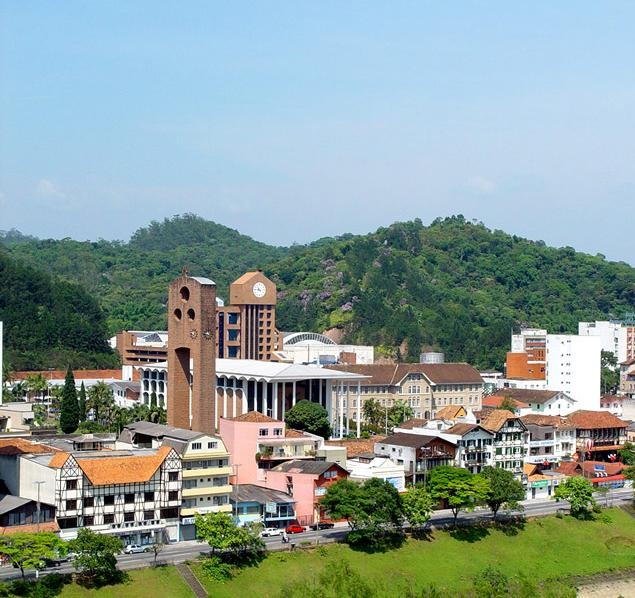
Blumenau

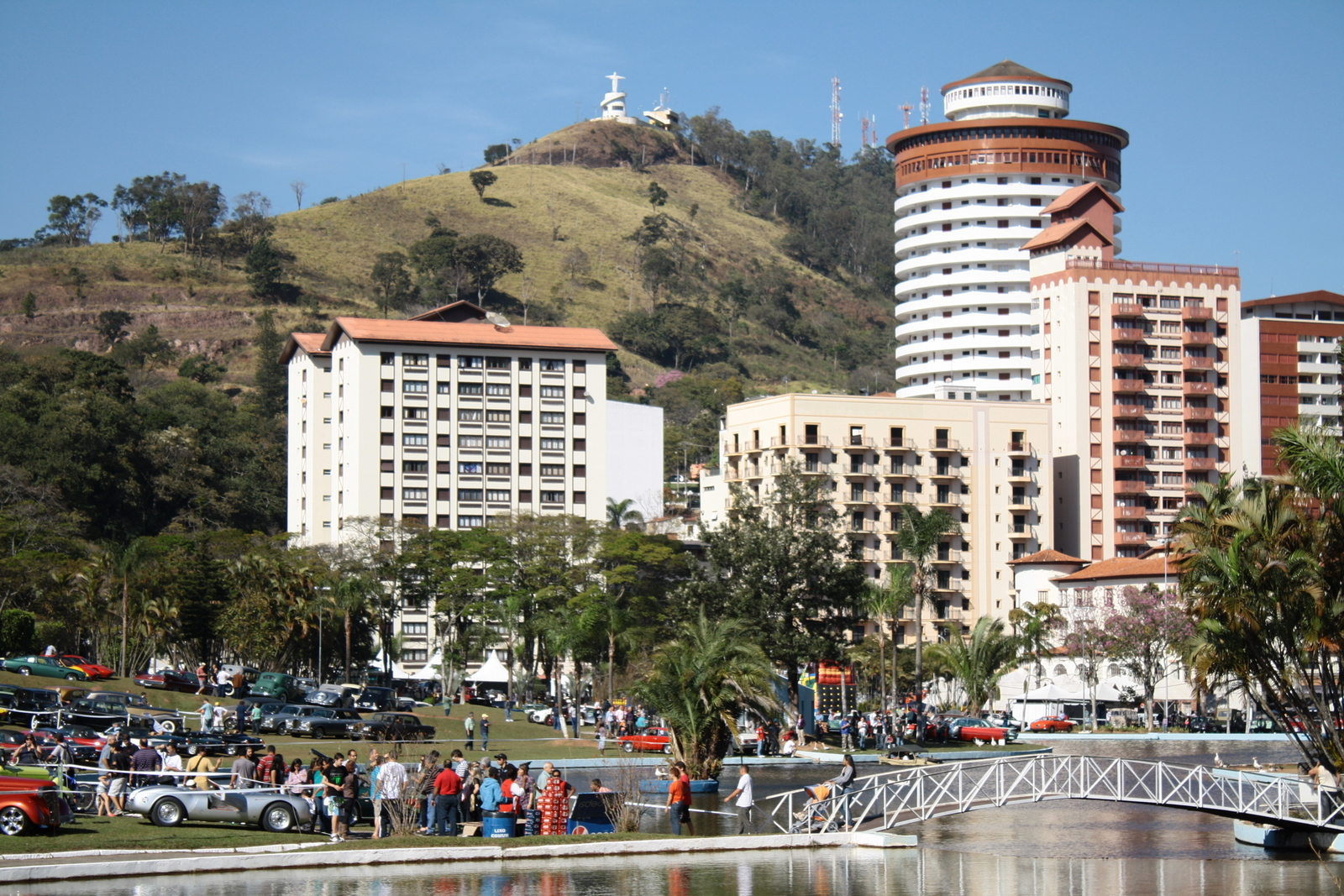
Águas de Lindóia

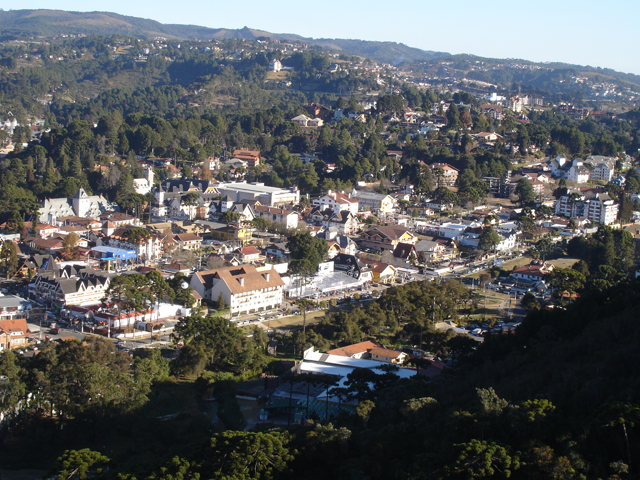
Campos do Jordão

## Największe miasta w Brazylii
Największe miasta w Brazylii według liczebności mieszkańców (stan na 01.08.2010):
| L.p. | Miasto              | Stan              | Liczba ludności |
| ---- | ------------------- | ----------------- | --------------- |
| 1.   | São Paulo           | São Paulo         | 11 125 245      |
| 2.   | Rio de Janeiro      | Rio de Janeiro    | 6 323 037       |
| 3.   | Salvador            | Bahia             | 2 675 875       |
| 4.   | Brasília            | Distrito Federal  | 2 476 249       |
| 5.   | Fortaleza           | Ceará             | 2 447 409       |
| 6.   | Belo Horizonte      | Minas Gerais      | 2 375 444       |
| 7.   | Manaus              | Amazonas          | 1 793 416       |
| 8.   | Kurytyba (Curitiba) | Paraná            | 1 746 896       |
| 9.   | Recife              | Pernambuco        | 1 536 934       |
| 10.  | Porto Alegre        | Rio Grande do Sul | 1 409 939       |
| 11.  | Belém               | Pará              | 1 380 836       |

## Alfabetyczna lista miast w Brazylii
Spis miast Brazylii powyżej 100 tys. mieszkańców (stan na 01.08.2010):

(czcionką pogrubioną wydzielono miasta powyżej 1 mln)
- Águas Lindas de Goiás
- Alagoinhas
- Alvorada
- Americana
- Ananindeua
- Anápolis
- Angra dos Reis
- Aparecida de Goiânia
- Apucarana
- Aracaju
- Araçatuba
- Araguaína
- Araguari
- Arapiraca
- Arapongas
- Araraquara
- Araras
- Araruama
- Araucária
- Atibaia
- Balneário Camboriú
- Barbacena
- Barra Mansa
- Barreiras
- Barretos
- Barueri
- Bauru
- Belém
- Belford Roxo
- Belo Horizonte
- Betim
- Birigui
- Blumenau
- Boa Vista
- Botucatu
- Bragança Paulista
- Brasília
- Brusque
- Cabo de Santo Agostinho
- Cabo Frio
- Cachoeirinha
- Cachoeiro de Itapemirim
- Camaçari
- Camaragibe
- Campina Grande
- Campinas
- Campo Grande
- Campos dos Goytacazes
- Canoas
- Carapicuíba
- Cariacica
- Caruaru
- Cascavel
- Castanhal
- Catanduva
- Caucaia
- Caxias
- Caxias do Sul
- Chapecó
- Colombo
- Conselheiro Lafaiete
- Contagem
- Coronel Fabriciano
- Cotia
- Crato
- Criciúma
- Cubatão
- Cuiabá
- Diadema
- Divinópolis
- Dourados
- Duque de Caxias
- Embu das Artes
- Feira de Santana
- Ferraz de Vasconcelos
- Florianópolis
- Fortaleza
- Foz do Iguaçu
- Franca
- Francisco Morato
- Franco da Rocha
- Garanhuns
- Goiânia
- Governador Valadares
- Gravataí
- Guarapari
- Guarapuava
- Guaratinguetá
- Guarujá
- Guarulhos
- Hortolândia
- Ibirité
- Ilhéus
- Imperatriz
- Indaiatuba
- Ipatinga
- Itabira
- Itaboraí
- Itabuna
- Itaguaí
- Itajaí
- Itapecerica da Serra
- Itapetininga
- Itapevi
- Itaquaquecetuba
- Itu
- Jaboatão dos Guararapes
- Jacareí
- Jandira
- Jaraguá do Sul
- Jaú
- Jequié
- Ji-Paraná
- João Pessoa
- Joinville
- Juazeiro
- Juazeiro do Norte
- Juiz de Fora
- Jundiaí
- Kurytyba (Curitiba)
- Lages (Lajes)
- Lauro de Freitas
- Limeira
- Linhares
- Londrina
- Luziânia
- Macaé
- Macapá
- Maceió
- Magé (Majé)
- Manaus
- Marabá
- Maracanaú
- Maricá
- Marília
- Maringá
- Marituba
- Mauá
- Mesquita
- Mogi Guaçu (Moji Guaçu)
- Mogi das Cruzes
- Montes Claros
- Mossoró
- Natal
- Nilópolis
- Niterói
- Nossa Senhora do Socorro
- Nova Friburgo
- Nova Iguaçu
- Novo Hamburgo
- Olinda
- Osasco
- Ourinhos
- Palhoça
- Palmas
- Paranaguá
- Parauapebas
- Parnaíba
- Parnamirim
- Passo Fundo
- Passos
- Patos de Minas
- Paulista
- Pelotas
- Petrolina
- Petrópolis
- Pindamonhangaba
- Pinhais
- Piracicaba
- Poá
- Poços de Caldas
- Ponta Grossa
- Porto Alegre
- Porto Seguro
- Porto Velho
- Pouso Alegre
- Praia Grande
- Praia Grande
- Presidente Prudente
- Queimados
- Recife
- Resende
- Ribeirão das Neves
- Ribeirão Pires
- Ribeirão Preto
- Rio Branco
- Rio Claro
- Rio de Janeiro
- Rio Grande
- Rio Verde
- Rondonópolis
- Sabará
- Salto
- Salvador
- Santa Bárbara d'Oeste
- Santa Cruz do Sul
- Santa Luzia
- Santa Maria
- Santa Rita
- Santana de Parnaíba
- Santarém
- Santo André
- Santos
- São Bernardo do Campo
- São Caetano do Sul
- São Carlos
- São Gonçalo
- São João de Meriti
- São José
- São José do Rio Preto
- São José dos Campos
- São José dos Pinhais
- São Leopoldo
- São Luís
- São Paulo
- São Vicente
- Sapucaia do Sul
- Serra
- Sertãozinho
- Sete Lagoas
- Simões Filho
- Sobral
- Sorocaba
- Sumaré
- Suzano (Susano)
- Taboão da Serra
- Tatuí
- Taubaté
- Teixeira de Freitas
- Teófilo Otoni
- Teresina
- Teresópolis
- Timon
- Toledo
- Trindade
- Uberaba
- Uberlândia
- Uruguaiana
- Valinhos
- Valparaíso de Goiás
- Varginha
- Várzea Grande
- Várzea Paulista
- Vespasiano
- Viamão
- Vila Velha
- Vitória
- Vitória da Conquista
- Vitória de Santo Antão
- Volta Redonda
- Votorantim